# تحويلة بابية جهازية داخل الكبد بطريق الوداجي
التحويلة البابية الجهازية داخل الكبد عبر الوداجي هي قناة اصطناعية داخل الكبد تنشئ اتصالًا بين الوريد البابي الذي يتدفق إلى الداخل والوريد الكبدي الذي يتدفق إلى الخارج. تُستخدَم في علاج فرط ضغط الدم البابي (والذي غالبًا ما ينتج عن تليف الكبد)، ويؤدي في كثير من الأحيان إلى حدوث نزيف معوي، ونزيف مريئي مهدد للحياة (دوالي المريء)، وتراكم السوائل داخل البطن (الاستسقاء البطني أو الحبن).
ينشئ اختصاصيو الأشعة التداخلية التحويلة باستخدام مقاربة داخل وعائية مُوجَّهة بالصورة (عبر الأوعية الدموية)، مع كون الوريد الوداجي موقع الدخول المعتاد.
وُصِف الإجراء لأول مرة من قبل جوزيف روش عام 1969 في جامعة أوريغون للصحة والعلوم. استخدِم لأول مرة في مريض بشري من قبل الدكتور رونالد كولابينتو من جامعة تورنتو عام 1982، ولكنه نجاحه لم يكن قابلًا للتكرار حتى جرى تطوير الدعامات داخل الأوعية الدموية عام 1985. عام 1988، تحققت أول تحويلة بابية جهازية داخل الكبد عبر الوداجي ناجحة من قبل إم. روسل، وجي. إم ريشتر، وجي نولدج، وجي بالمز، في جامعة فرايبورغ. منذ ذلك الحين، أصبح هذا الإجراء مقبولًا على نطاق واسع بصفته الطريقة المفضلة لعلاج فرط ضغط الدم البابي الذي لا يستجيب للعلاج الطبي، ليحل بذلك محل التحويلة البابية الأذنية الجراحية.

## الاستخدامات الطبية
التحويلة البابية الجهازية داخل الكبد عبر الوداجي هي إجراء منقذ للحياة في حالة النزيف من دوالي المريء أو دوالي المعدة. أظهرت دراسة عشوائية أن معدل البقيا (البقاء على قيد الحياة) يكون أفضل إذا أُجريت التحويلة في غضون 72 ساعة بعد النزيف. لقد أظهرت التحويلة البابية الجهازية داخل الكبد عبر الوداجي بعض الأمل للمصابين بالمتلازمة الكبدية الكلوية. وقد تساعد أيضًا في علاج الاستسقاء البطني (الحبن).

## الاختلاطات
إن الاختلاطات الإجرائية الشديدة أثناء إجراء التحويلة البابية الجهازية داخل الكبد عبر الوداجي، بما في ذلك النزيف الكارثي أو أذية الكبد المباشرة، غير شائعة نسبيًا. عندما تُجرَى بأيدي طبيب متمرس، يكون معدل الوفيات أقل من 1٪. من ناحية أخرى، إن ما يصل إلى 25٪ من المرضى الذين خضعوا للتحويلة البابية الجهازية داخل الكبد عبر الوداجي سيعانون من اعتلال دماغي كبدي عابر بعد الجراحة ناتج عن زيادة مرور النيتروجين من القناة الهضمية. بشكل عام، يمكن تدبير ذلك من خلال تقليل البروتين الغذائي واستخدام الأدوية التي تقلل من امتصاص النيتروجين.
من الاختلاطات الأقل شيوعًا، ولكنها أكثر خطورة، الإقفار (نقص التروية) الكبدي الذي يؤدي إلى حدوث القصور الكبدي الحاد. على الرغم من أن أكسجة الكبد السليم تأتي بشكل أساسي من التروية البابي، إلا أن فرط ضغط الدم البابي طويل الأمد يؤدي إلى حدوث تضخم تعويضي وزيادة الاعتماد على الشريان الكبدي في الأكسجة. لذلك، لدى الأشخاص المصابين بمرض كبدي متقدم، عادةً ما يكون تحويل الدم البابي بعيدًا عن خلايا الكبد أمرًا متحمّلًا بشكل جيد. على أي حال، في بعض الحالات، قد يؤدي تحويل تدفق الدم البابي فجأة بعيدًا عن الكبد إلى حدوث قصور كبدي حاد ثانوي لنقص تروية الكبد. قد يتطلب خلل الوظيفة الكبدية الحاد التالي لإجراء التحويلة البابية الجهازية داخل الكبد عبر الوداجي إغلاقًا طارئًا للتحويلة. من الاختلاطات النادرة والخطيرة: العدوى المستمرة في التحويلة البابية الجهازية داخل الكبد عبر الوداجي، والمعروفة أيضًا باسم التهاب التحويلة الداخلي.
أخيرًا، قد تنغلق التحويلة البابية الجهازية داخل الكبد عبر الوداجي بسبب تجلط الدم أو نمو الخلايا البطانية، فتتوقف عن العمل. وقد قلّ احتمال حدوث ذلك بشكل كبير مع استخدام الدعامات المغطاة بمتعدد رباعي فلورو الإيثيلين.

## آلية العمل
يؤدي فرط ضغط الدم البابي، وهو نتيجة مهمة للمرض الكبدي، إلى تطور دوران جانبي كبير بين الجملة البابية والتصريف الوريدي الجهازي (الدوران البابي الأجوفي). يؤدي الاحتقان الوريدي البابي إلى خروج الدم الوريدي من المعدة والأمعاء إلى مسارات أخرى تكون أقل مقاومة من أجل التصريف إلى الدوران الجهازي. بمرور الوقت، تصبح الأوعية الصغيرة التي تشكل مسارًا جانبيًا للدوران البابي الأجوفي محتقنة ومتوسعة. إن هذه الأوعية هشة، وغالبًا ما تنزف إلى داخل الجهاز الهضمي.
يقلل إجراء التحويلة البابية الجهازية داخل الكبد عبر الوداجي من المقاومة الوعائية الفعالة للكبد من خلال إنشاء مسار بديل للدوران الوريدي البابي. إن إنشاء تحويلة من الوريد البابي إلى الوريد الكبدي يتيح لدم الدوران البابي وسيلة بديلة للتصريف إلى الدوران الجهازي. عند تجاوز الكبد المقاوم لتدفق الدم، تكون النتيجة النهائية انخفاض الضغط عبر الكبد وانخفاض الضغط الوريدي البابي. يؤدي انخفاض الضغط الوريدي البابي بدوره إلى تقليل الضغط الاحتقاني على طول الأوردة في الأمعاء، فيقل احتمال حدوث نزيف في المستقبل. يؤدي انخفاض الضغط أيضًا إلى انخفاض تجمّع السوائل، على الرغم من أن هذه الفائدة قد تستغرق أسابيع أو شهورًا حتى تحدث.

## الزرع

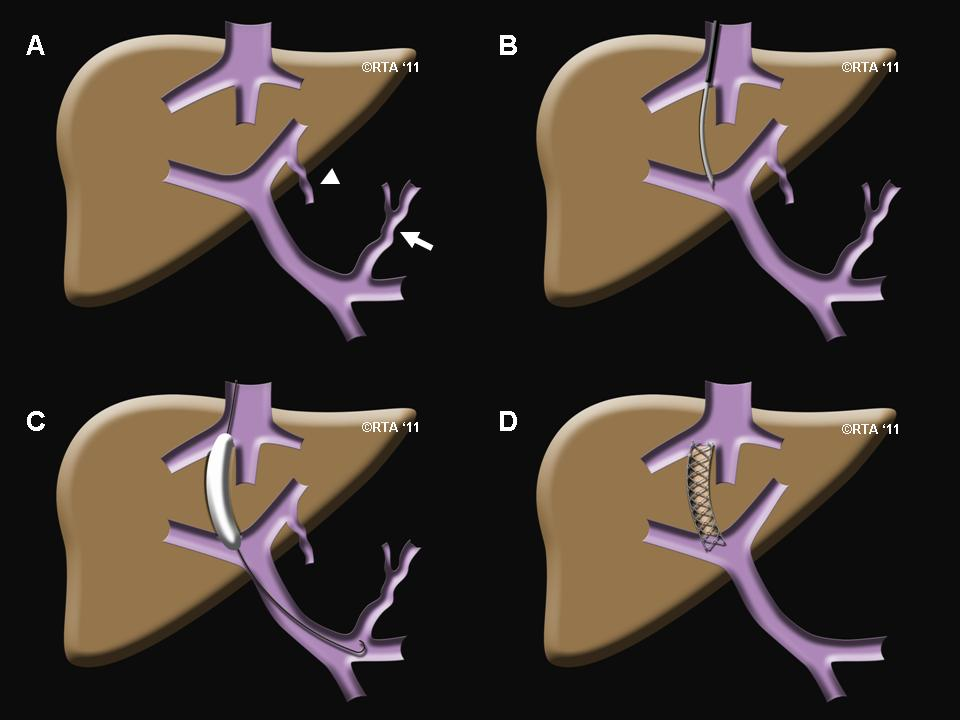
خطوات إجراء التحويلة البابية الجهازية داخل الكبد عبر الوداجي: أ) يؤدي ارتفاع ضغط الدم البابي إلى تمدد الوريد التاجي (السهم) والوريد السري (رأس السهم)، وتدفقهما في الاتجاه المعاكس. يؤدي ذلك إلى حدوث دوالي في المريء والمعدة، يمكن لهذه الدوالي أن تنزف. ب) تُدخَل إبرة (عبر الوريد الوداجي)، وتمرر من الوريد الكبدي إلى الوريد البابي؛ ج) يتوسع المسار بواسطة بالون؛ د) بعد وضع الدعامة، يعود الضغط البابي إلى الطبيعي، ويختفي امتلاء الوريد التاجي والوريد السري.

عادةً ما تُوضَع التحويلات البابية الجهازية داخل الكبد عبر الوداجي بواسطة اختصاصي الأشعة التداخلية تحت توجيه الكشف الفلوري (التنظير التألقي). يجري الوصول إلى الكبد، كما يوحي الاسم «عبر الوداجي»، من خلال الوريد الوداجي الداخلي الموجود في العنق. بمجرد تأكيد الوصول إلى الوريد الوداجي، يُوضَع سلك توجيهي وغمد مُدخَل عادةً من أجل تسهيل وضع التحويلة. يتيح ذلك لاختصاصي الأشعة التداخلية الوصول إلى الوريد الكبدي للمريض عن طريق الانتقال من الوريد الأجوف العلوي إلى الوريد الأجوف السفلي، وأخيرًا الوريد الكبدي. بمجرد دخول القسطرة في الوريد الكبدي، يٌقاس الضغط الإسفيني من أجل حساب تدرج الضغط في الكبد. بعد ذلك، يُحقَن ثاني أكسيد الكربون من أجل تحديد موقع الوريد البابي. بعد ذلك، تُدخَل إبرة خاصة تُعرف باسم Colapinto عبر لحمة الكبد لتصل الوريد الكبدي مع الوريد البابي الكبير، بالقرب من مركز الكبد. تُنشَأ قناة التحويل بعد ذلك عن طريق نفخ بالون قسطرة داخل الكبد على طول القناة التي أنشئِت بواسطة الإبرة. تكتمل التحويلة بوضع أنبوب شبكي خاص يُعرَف باسم دعامة أو طعم داخلي من أجل الحفاظ على المسار بين الوريد البابي ذي الضغط العالي والوريد الكبدي ذي الضغط المنخفض. بعد الإجراء، تُجرَى صور بالتنظير التألقي لإظهار التوضّع. غالبًا ما يُقاس الضغط في الوريد البابي والوريد الأجوف السفلي.

## أنظر أيضا
- دوالي معوية